# Skynet 1B
O Skynet 1B foi um satélite de comunicação geoestacionário britânico construído pela Philco Ford, e que seria operado pelo MoD. O satélite foi baseado na plataforma Skynet-1 Bus. O Skynet 1B foi colocado em uma órbita de transferência geoestacionária e foi abandonado em órbita de transferência (270 x 36058 km), devido a uma falha do motor de impulso para o perigeu, o Star 37D.

## Lançamento
O satélite foi lançado ao espaço no dia 19 de agosto de 1970, por meio de um veículo Delta M, a partir da Estação da Força Aérea de Cabo Canaveral na Flórida, EUA. Ele tinha uma massa de lançamento de 285 kg.